# Kleenex
Kleenex é uma marca registrada mundialmente conhecida no ramo de lenços de papel (como lenços, papeis higiênicos, fraldas etc.) que pertence à empresa estadunidense Kimberly-Clark Worldwide, Inc.. Produtos da marca, que foi introduzida em 12 de junho de 1924, são oferecidos em mais de 130 países.
Kleenex também tendo  várias utilidades como substituição do algodão  cirúrgico ou na maior partes das vezes sendo utilizado para higiene pessoal tendo desvantagens como se for embalado surgem problemas  a cerca desse plástico e nas consequências deste mesmo